# Православие в Швеции
Православие в Швеции (швед. Ortodoxi i Sverige) — одна из традиционных христианских деноминаций, получившая распространение на территории Швеции с XVII века. Православие исповедует около 0,7 % населения страны (67 тыс. человек на 2016 год).

## История

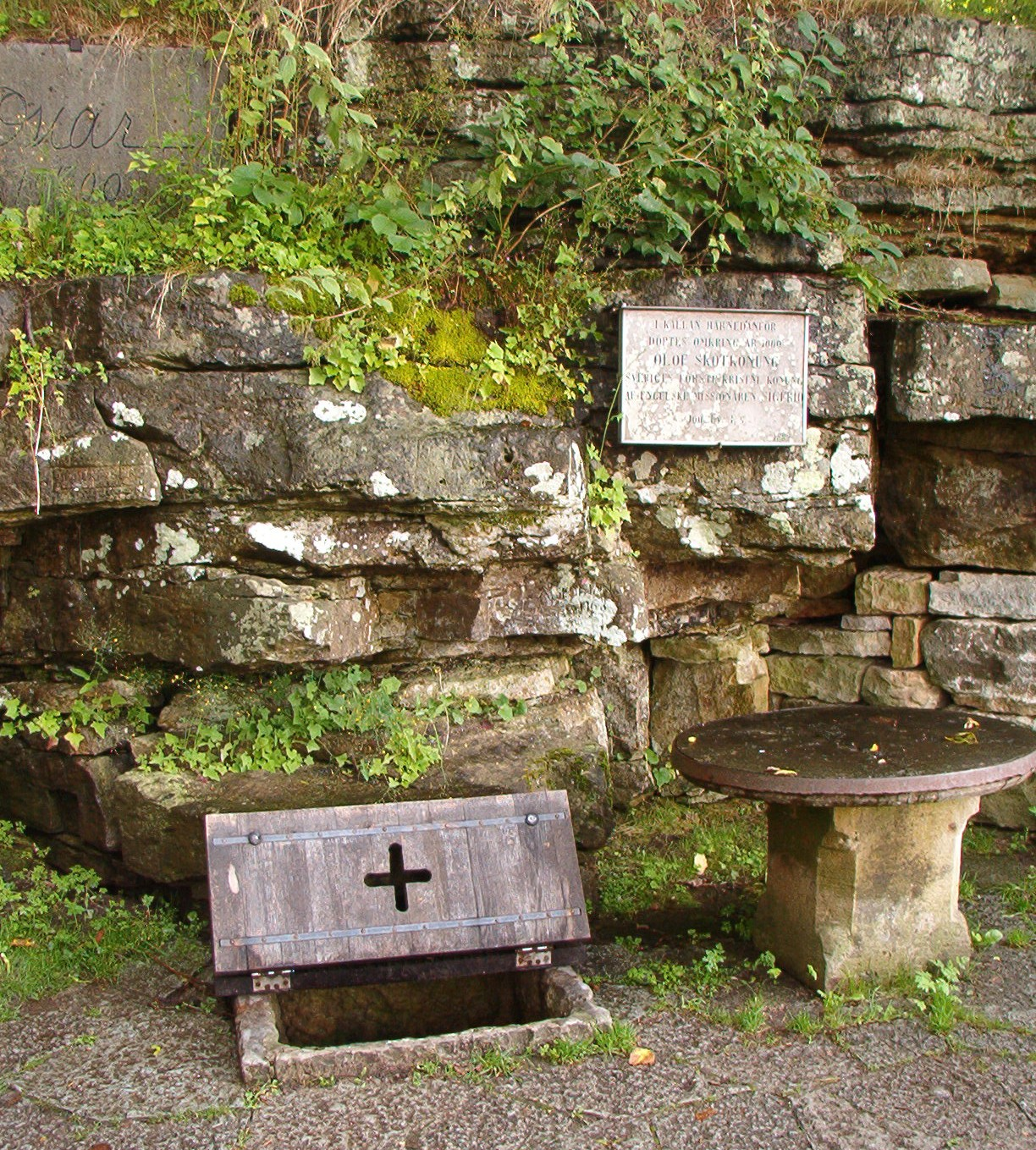
Место крещения короля Олафа Шётконунга в Хусабю

Первые семена христианства были принесены в Швецию в IX веке первым её просветителем — епископом Ансгаром. Благодаря торговым связям с Великим Новгородом, а также династическим бракам православие было хорошо известно в средневековой Швеции.
Согласно преданию, в 1008 году в Хусабю, шведский король Олаф Шётконунг принял крещение, став первым христианским правителем Швеции. Нынешняя церковь Хусабю была построена около 1100 года на месте более древней. Вблизи церкви протекает ручей святого Зигфрида (Сигурда), в котором крестился король Олаф.
В XII—XIII веках русские православные купеческие храмы, освящённые в честь святителя Николая, появились в Сигтуне и на острове Готланд.
С 1617 года, после заключения Столбовского мирного договора, в Стокгольме при русском торговом дворе была устроена купеческая домовая церковь. 13 (23) ноября 1671 года была прославлена икона Божией Матери «Стокгольмская».
С 1969 года на территории Швеции была учреждена Шведская митрополия Константинопольского патриархата, а с 1990 года — Британско-Скандинавская епархия Сербской православной церкви.
С 1980-х годов греческий старостильный Синод противостоящих учредил в Швеции экзархат, возглавляемый епископом Макариопольским Иоанном (Дёрло). В составе экзархата действует храм свв. Константина и Елены в Стокгольме, Успенский храм в Уппсале и женский монастырь святой Филофеи Афинской (ведутся работы по строительству мужского монастыря). С 1988 года экзархат издаёт журнал на шведском языке «Ortodoxt kyrkoliv».
В 2007 году Румынский патриархат учредил на территории Швеции Северо-Европейскую епархию.
С 1962 по 2024 год в Стокгольме издавался православный журнал на шведском языке «Ortodox tidning».

## Константинопольский патриархат

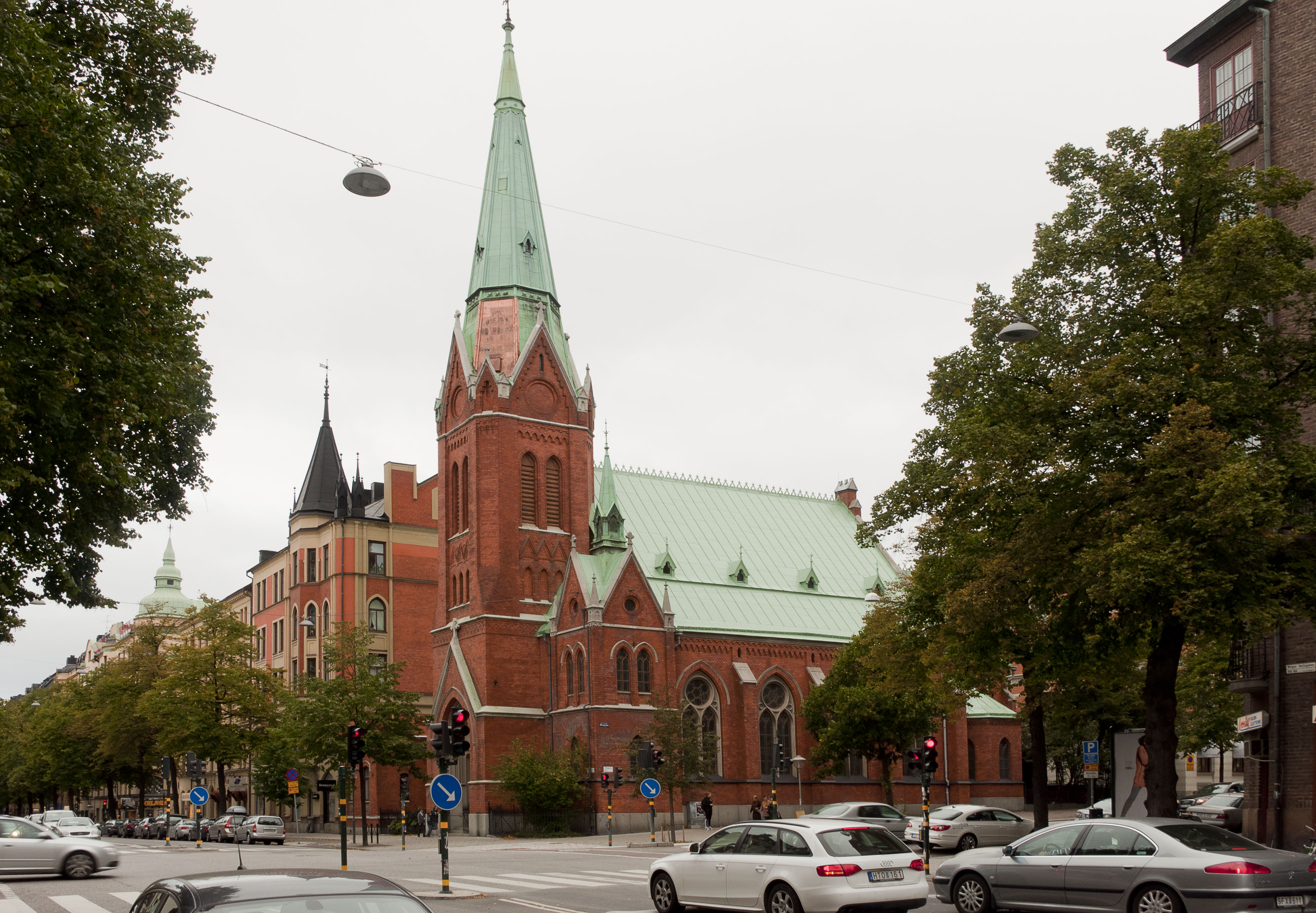
Георгиевский собор Шведской митрополии

Константинопольский патриархат представлен на территории страны Шведской и Скандинавской митрополией, возглавляемой митрополитом Стокгольмским и Скандинавским Клеопой (Стронгилисом).
В исторической части Стокгольма греками был приобретён построенный в 1890 году собор католической апостольской церкви, заново освящённый в 1970 году в честь св. Георгия Победоносца.
9 ноября 2014 года был учреждён Никольский монастырь в посёлке Реттвик, а в 2015 году открыт приход, рукоположен священник и арендовано помещение кладбищенской часовни в Кальмаре.
На 2016 год греческая митрополия насчитывает 22 275 зарегистрированных членов и издаёт ежемесячный листок на греческом языке.

### Финский православный приход

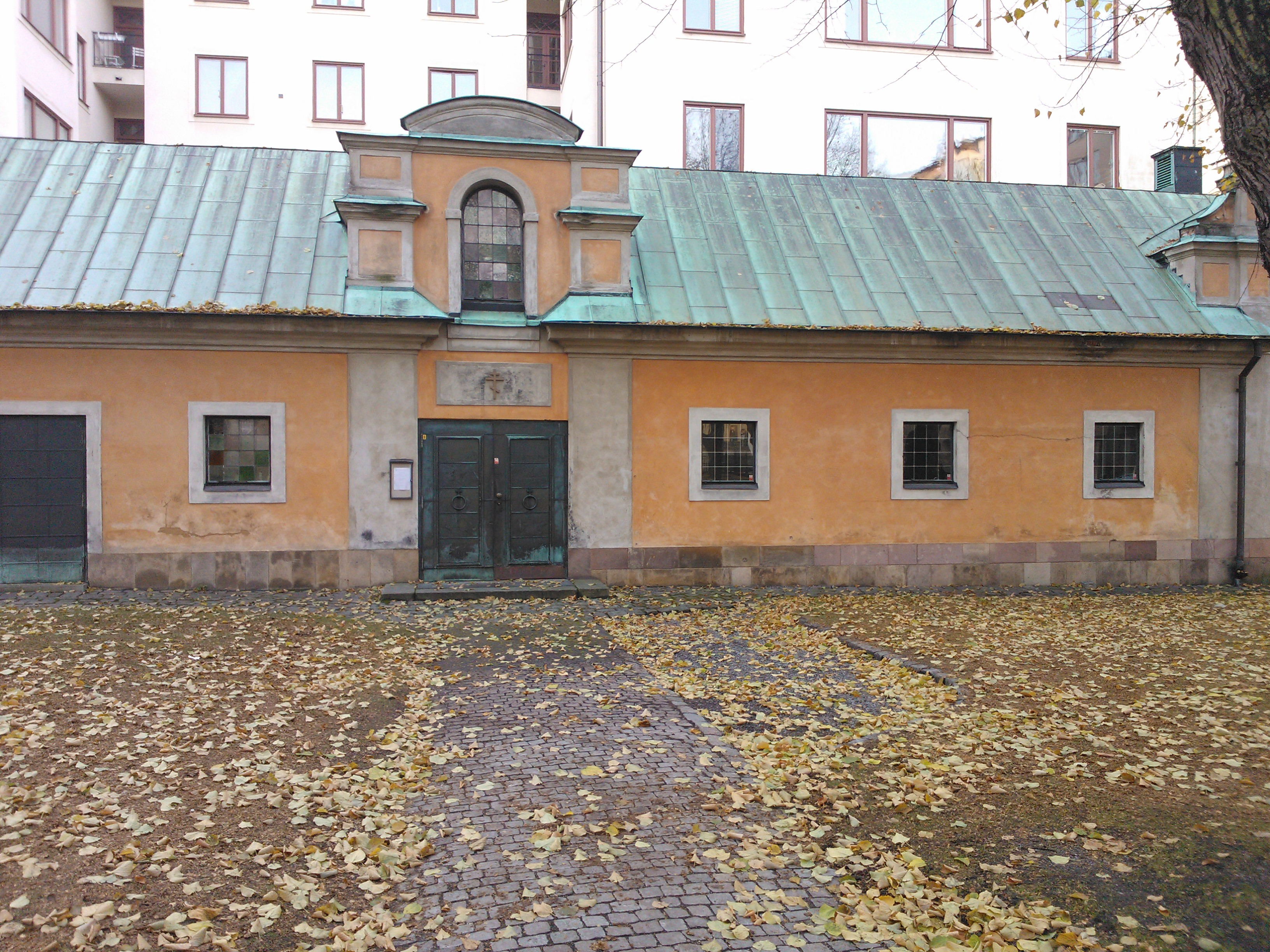
Финский Никольский приход

После Второй мировой войны в Швецию из Финляндии выехало около 6 тысяч православных финнов, основавших в нескольких городах финские православные общины.
К настоящему времени, из-за ассимиляции и сокращения численности православных финнов, в стране остался лишь один приход — святителя Николая в Стокгольме.
Приход входит в юрисдикцию греческой Шведской и Скандинавской митрополии, а 25 декабря 2014 года митрополит Клеопа (Стронгилис) в Георгиевском кафедральном соборе в Стокгольме рукоположил в сан священника Николаоса Хаммарберга, ставшего новым настоятелем финского Никольского прихода.

## Антиохийский патриархат
Антиохийская православная церковь представлена в Швеции рядом арабских православных приходов, входящих в состав Центральноевропейской епархии, возглавляемой с 2013 года митрополитом Игнатием (Аль-Хуши). В городе Гётеборге действует Воскресенский приход, в городе Сёдертелье приход Святой Марии (швед. St. Marias Antiokenska Ortodoxa församling).

## Русская православная церковь

### Московский патриархат
Русская православная церковь была официально представлена в Швеции c 1617 года благодаря первому русскому храму в честь Похвалы Пресвятой Богородицы, основанному при русском торговом дворе по Столбовскому мирному договору. Позднее церковь перешла в разряд посольской и была освящена в честь Преображения Господня.
Русские священнослужители — протоиерей Арсений Судаков и священник Василий Архангельский осуществили первые переводы Литургии Иоанна Златоуста и Василий Великого, заложив основу в дело перевода православных богослужебных и вероучительных книг на шведский язык.
В 1980-е годы в Стокгольме возникло Общество преподобного Сергия Радонежского, которое, войдя в 1996 году в юрисдикцию Московского патриархата, послужило основой Сергиевского прихода Русской православной церкви в Стокгольме. С конца 1990-х годов русские приходы действуют в Швеции в городах: Гётеборге, Вестеросе, Умео, Уппсала.
24 декабря 2004 решением Священного синода было учреждено благочиние приходов Московского патриархата в Швеции, в состав которого были включены приходы в городах Стокгольме, Гётеборге, Уппсале, Умео и Вестеросе. Благочинием руководит Представитель Московского патриархата в Финляндии протоиерей Виктор Лютик.

### РПЦЗ
С 2000-х годов настоятель Александро-Невской церкви в Копенгагене протоиерей Сергий Плехов регулярно посещал сербский приход святых Кирилла и Мефодия в Мальмё, где совершал богослужения на церковнославянском языке, в связи с чем сложилась община, которая в 2017 году начала осуществление процедуры государственной регистрации прихода в честь Курско-Коренной иконы Божией Матери.
В 2018 году для прихода был рукоположён выпускник Джорданвилльской семинарии священник Илья Шемякин.

## Сербский патриархат

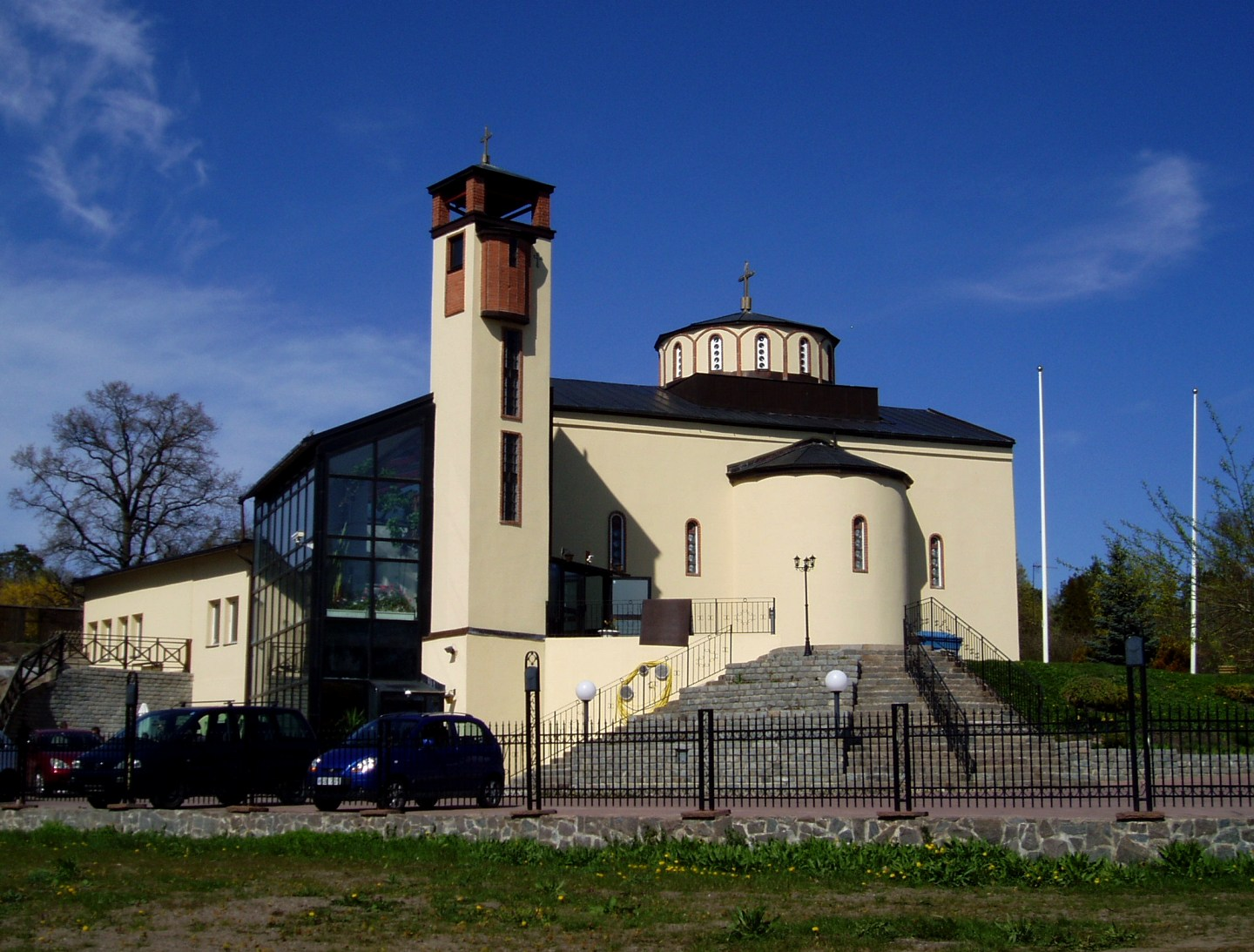
Собор святого Саввы Сербского в Стокгольме

В 1960-е годы в связи с массовой трудовой эмиграцией в Швеции оказалось более 26 тысяч выходцев из Сербии. В 1970-е годы на территории Швеции была учреждена Британско-Скандинавская епархия Сербского патриархата, объединившая на территории Швеции около двух десятков православных приходов: в Стокгольме, Гётеборге, Мальмё, Хельсинборге, Хальмстаде, и др.
На территории Швеции действуют два мужских монастыря — в честь Святого Георгия Победоносца в Улофстрёме и шведоязычный Свято-Троицкий в местечке Бредаред. Женский Покровский монастырь на границе провинций Халланд и Сконе одновременно является резиденцией правящего архиерея.
Численность сербской диаспоры на 2014 год оценивалась в Швеции ~39 тысяч человек (из них ~20 тысяч в регионе Стокгольма).

### Шведское благочиние
В 1980-е годы в составе епархии было учреждено шведское благочиние, состоящее из 4 приходов, в которых литургическим и разговорным языком является шведский — приход святой Анны Новгородской, приход святого Димитрия в Кристианстаде и других.
В 2001 году архимандритом Дорофеем (Форснером) в местечке Бредаред, близ города Буроса был основан шведоязычный Свято-Троицкий мужской монастырь.

## Болгарский патриархат

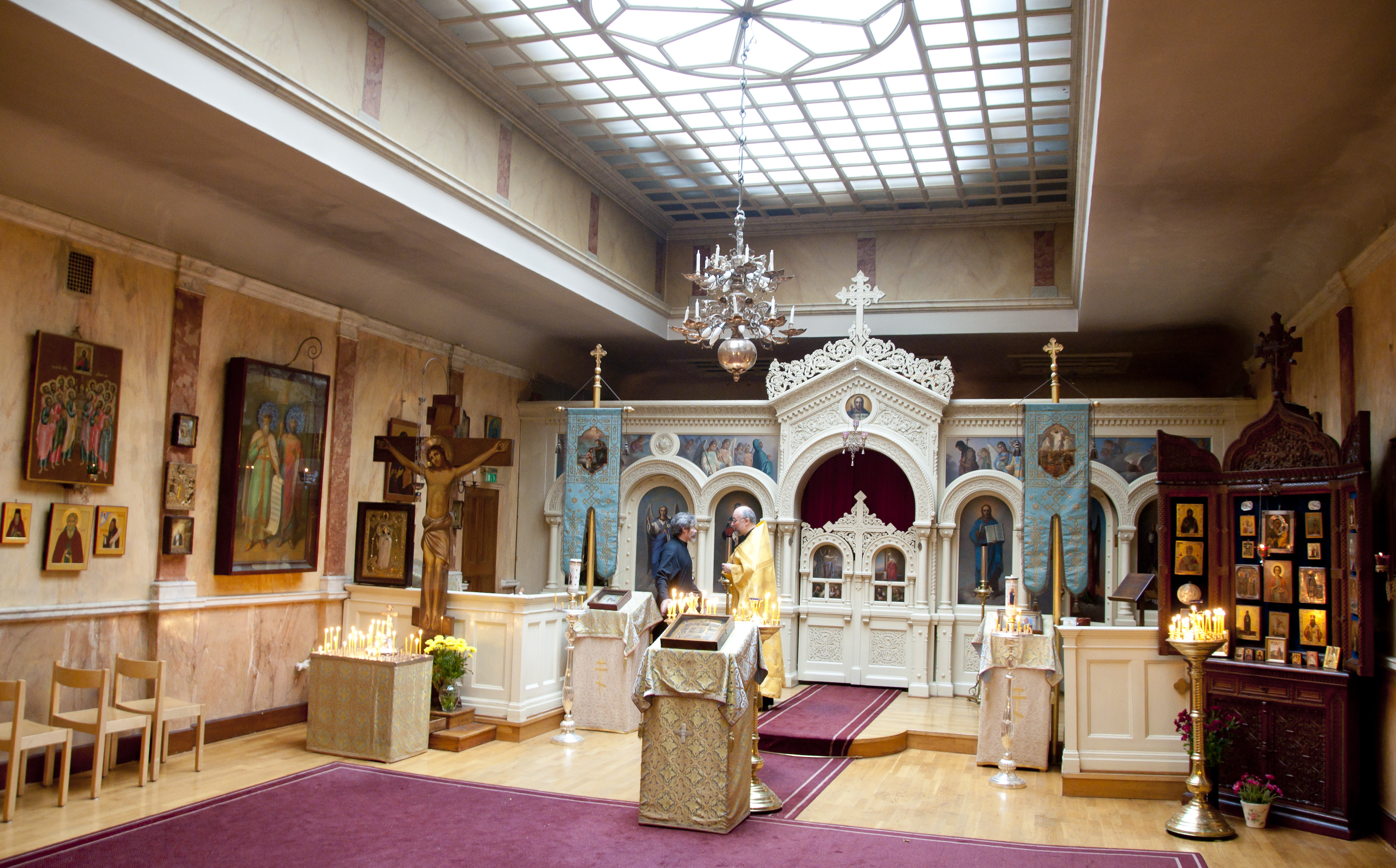
Преображенская церковь в Стокгольме.

Русский Преображенский приход в Стокгольме, который с 1931 года входил в юрисдикцию Западноевропейского русского экзархата Константинопольской православной церкви, 17 марта 2019 года, решением приходского собрания, перешёл в юрисдикцию Американской, Канадской и Австралийской епархии Болгарского патриархата. При этом, однако, он по состоянию на 27 февраля 2022 года не числится в списках данной епархии БПЦ и в списках Западной и Среднеевропейской епархии БПЦ, к которой относятся её храмы в Швеции.
Преображенским приходом в Стокгольме издаётся богословско-информационный приходской журнал «Свято-Преображенский православный храм» («Kristi Förklarings ortodoxa kyrka») в русском и шведском вариантах.

## Румынский патриархат
Приходы Румынского патриархата на территории Швеции входят в состав Северо-Европейской епархии и управляются епископом Скандинавским Макарием (Дрэгой).
В Стокгольме румынской общиной основаны приходы в честь святого великомученика Георгия Победоносца (район Vanadisplan), Успения Божией Матери (район Bredäng), Свято-Троицкий и Иоанна Крестителя (в районе Сольна).
Румынские приходы имеются в городах: Бурос (в честь свв. архангелов Михаила, Гавриила и Рафаила), Гётеборге (в честь Святого Духа), на Готланде (в честь свт. Николая), в Хальмстаде, Хельсингборге, Хиллерстурпе, Йёнчёпинге (в честь Покрова Божией Матери), Кристианстаде (в честь архидиаконов Стефана и Лаврентия), Линчёпинге (в честь Георгия Победоносца), Мальмё (в честь Святого Духа), Эребру, Сёльвесборг (в честь святых мучеников Афанасия, Василия), Умео, Уппсала (в честь Трёх Святителей), Вестерос (в честь свв. Константина и Елены) и Векшё (в честь Воздвижения Креста).

## Македонская православная церковь
Македонская православная церковь представлена в Шведском королевстве несколькими приходами, относящимися к Европейской епархии и управляемые митрополитом Пименом (Илиевским).
В январе 1973 года в городе Мальмё македонцами был основан приход в честь святого Наума Охридского, а в 2006 году закончено строительство вместительного храма в честь святого Наума.
На 2012 год македонский приход насчитывал около 4 тысяч членов.

## Украинская православная церковь
В 2021 году Украинская православная церковь приобрела бывшую лютеранскую церковь в Булидене.
4 сентября 2024 года в Стокгольме был официально зарегистрирован приход в честь Почаевской иконы Божией Матери. Готовится к открытию приход в Гётеборге.

## Киевский патриархат
15 декабря 2015 года Священный Синод Украинской православной церкви Киевского патриархата учредил на территории Швеции (также Дании и Норвегии) благочиние своих приходов (швед. Kievpatriarkatets skandinaviska dekanat, укр. Скандинавський Деканат Української Православної Церкви Київського Патріархату). Архипастырское окормление новообразованной структуры поручено архиепископу Ровенскому и Острожскому Илариону (Процику) председателю управления по внешним связям УПЦ КП.
30 июля 2016 года архиепископ Иларион (Процик) рукоположил диакона Инатиоса Эк (Carl Ek) из Гётеборга в сан иерея и возвёл в сан протоиерея Маттеуса Фуремальма (Matteus Mats Maria Furemalm) из Стокгольма, а диакона Петруса Микаэля Каттеначи (Petrus Michael Cattenacci) в сан протодиакона. 31 марта 2017 года в Воскресенском монастыре архиепископ Иларион совершил монашеский постриг протоиерея Маттеуса Фуремальма с именем Серафим. sv:Nordens Ortodoxa Apostoliska Kyrka

## ИПЦ Греции (Синод Хризостома)

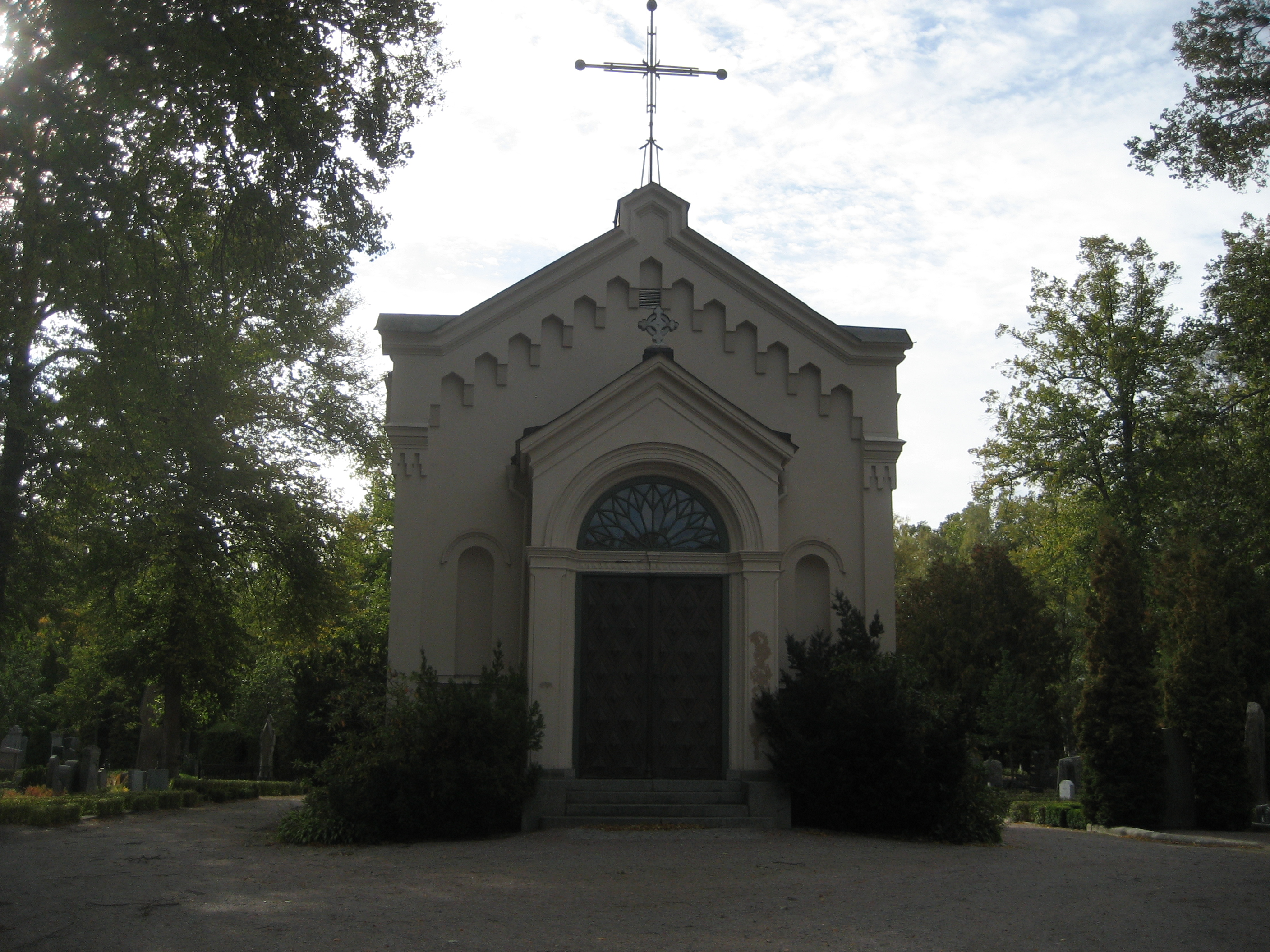
Успенская церковь в Уппсала

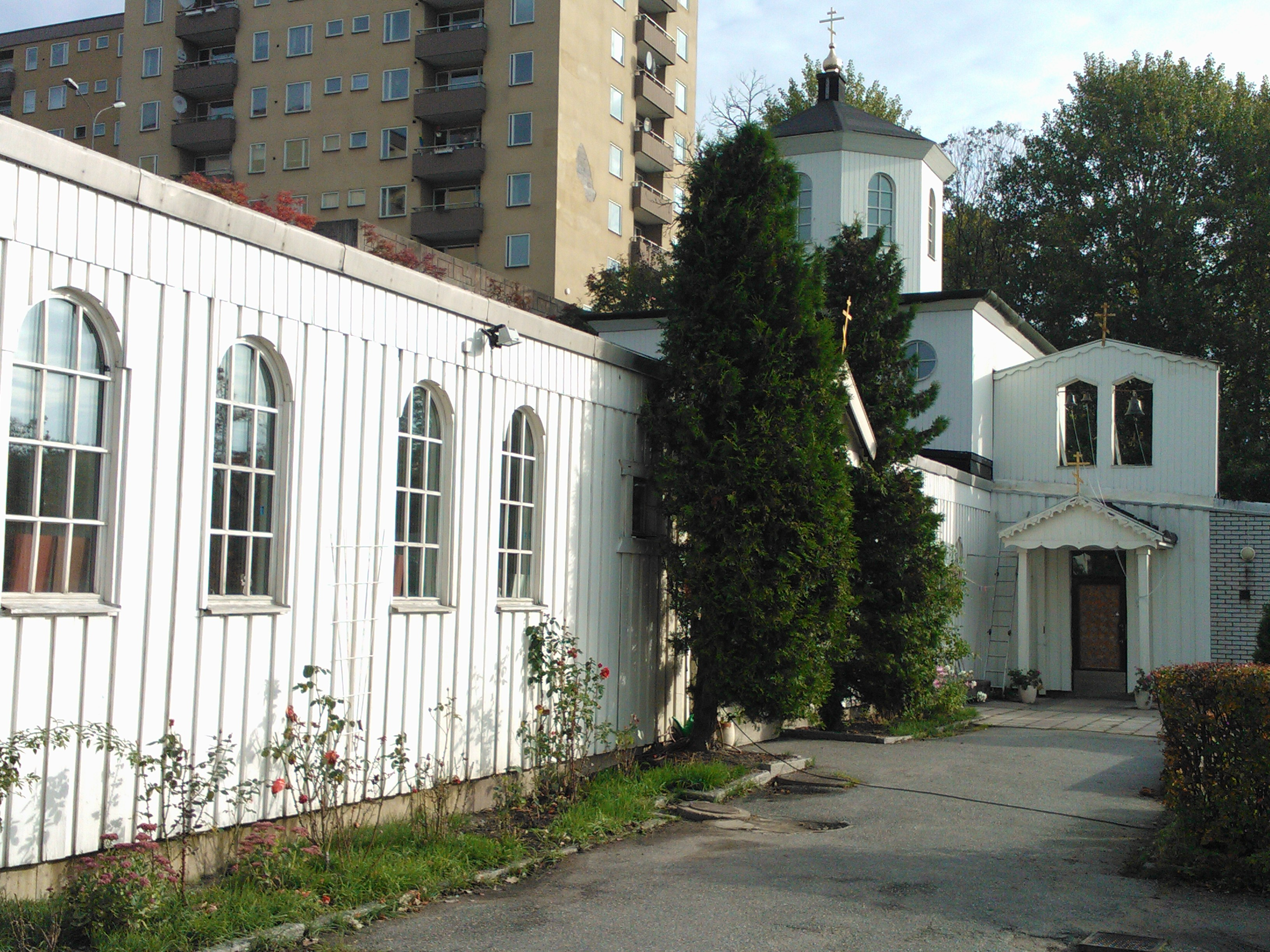
Храм свв. Константина и Елены в Стокгольме

Экзархат ИПЦ Греции (Синод Хризостома) представлен в Швеции тремя приходами: в Стокгольме — церковь святых Константина и Елены, в Уппсала — церковь Успения Пресвятой Богородицы и Норрчёпинге — церковь святого Игнатия Антиохийского. В местечке Грилльбю действует женский монастырь Святой Филофеи. Предпринимаются шаги к учреждению мужского монастыря.
В связи с кончиной в июле 2020 года многолетного управляющего экзархатом схиепископа Иоанна (Дёрло), временное управление экзархатом осуществляет митрополит Оропосский и Филийский Киприан (Йюлис).